# Örvös inkakolibri
Az örvös inkakolibri (Coeligena torquata) a madarak osztályának sarlósfecske-alakúak (Apodiformes) rendjébe és a kolibrifélék (Trochilidae) családjába tartozó faj.

## Rendszerezése
A fajt Auguste Boissonneau francia ornitológus írta le 1840-ben, az Ornismia nembe Ornismia torquata néven.

## Alfajai
- zöld inkakolibri (Coeligena torquata conradii vagy Coeligena conradii) (Bourcier, 1847)
- Eisemann-inkakolibri (Coeligena torquata eisenmanni vagy Coeligena eisenmanni) Weske, 1985
- Coeligena torquata fulgidigula (Gould, 1854)
- Gould-inkakolibri (Coeligena torquata inca vagy Coeligena inca)  (Gould, 1852)
- Coeligena torquata insectivora (Tschudi, 1844)
- Coeligena torquata margaretae Zimmer, 1948
- Coeligena torquata omissa Zimmer, 1948
- Coeligena torquata torquata (Boissonneau, 1840)[2]

## Előfordulása
Az Andok hegységben, Kolumbia, Venezuela, Bolívia, Ecuador és Peru területén honos. A természetes élőhelye szubtrópusi és trópusi hegyi erdők és gyepek.

## Megjelenése
Átlagos testhossza 14 centiméter, testtömege 6.75 gramm.
|  |  |

## Életmódja
Nektárral táplálkozik.